# Trgovište
Trgovište (in serbo Трговиште?) è una città e una municipalità del distretto di Pčinja nella parte meridionale della Serbia centrale, al confine con la Macedonia del Nord.